# Vallis Baade

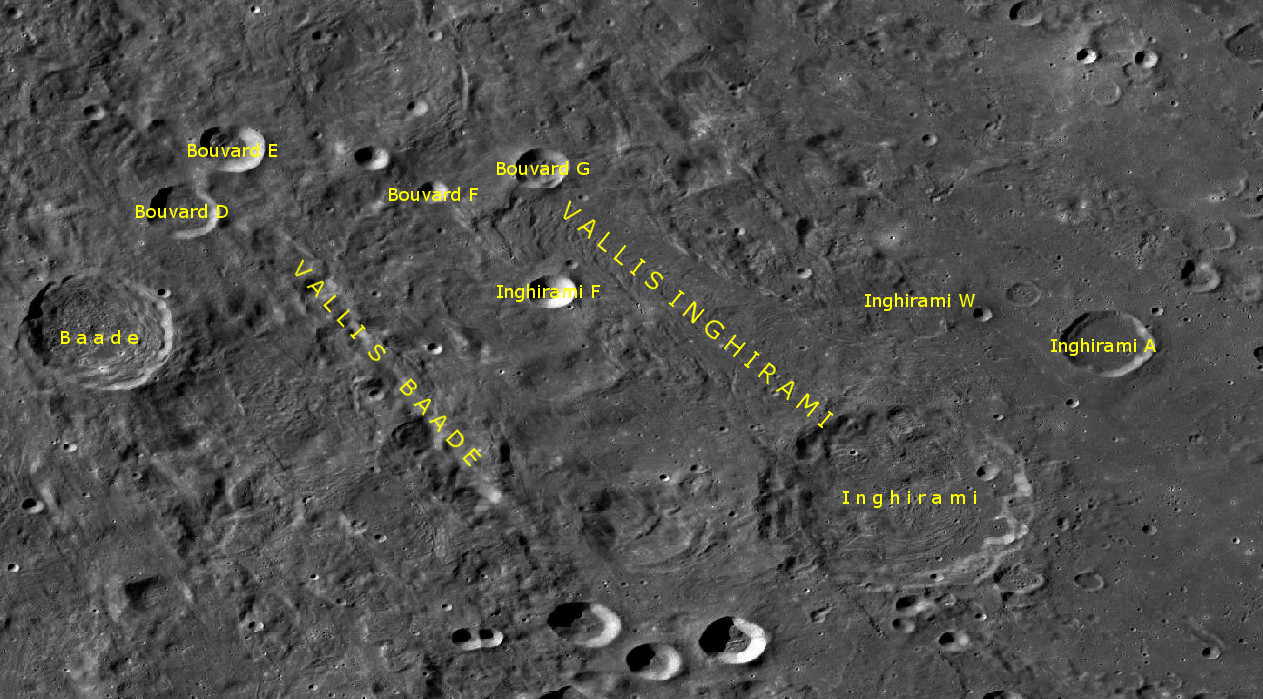

Vallis Baade je 203 km dlouhé měsíční údolí, které se táhne jižně až jihovýchodně od kráteru Baade na selenografikých souřadnicích 45,9° J a 76,2° Z (jižně od Montes Cordillera ). Má stejného jmenovce jako kráter, německého astronoma Waltera Baadeho.
Toto je jedno z několika údolí, která přechází od jihovýchodního okraje kruhového útvaru - Mare Orientale. Další dvě jsou údolí Vallis Inghirami a Vallis Bouvard .